# Opération Unthinkable

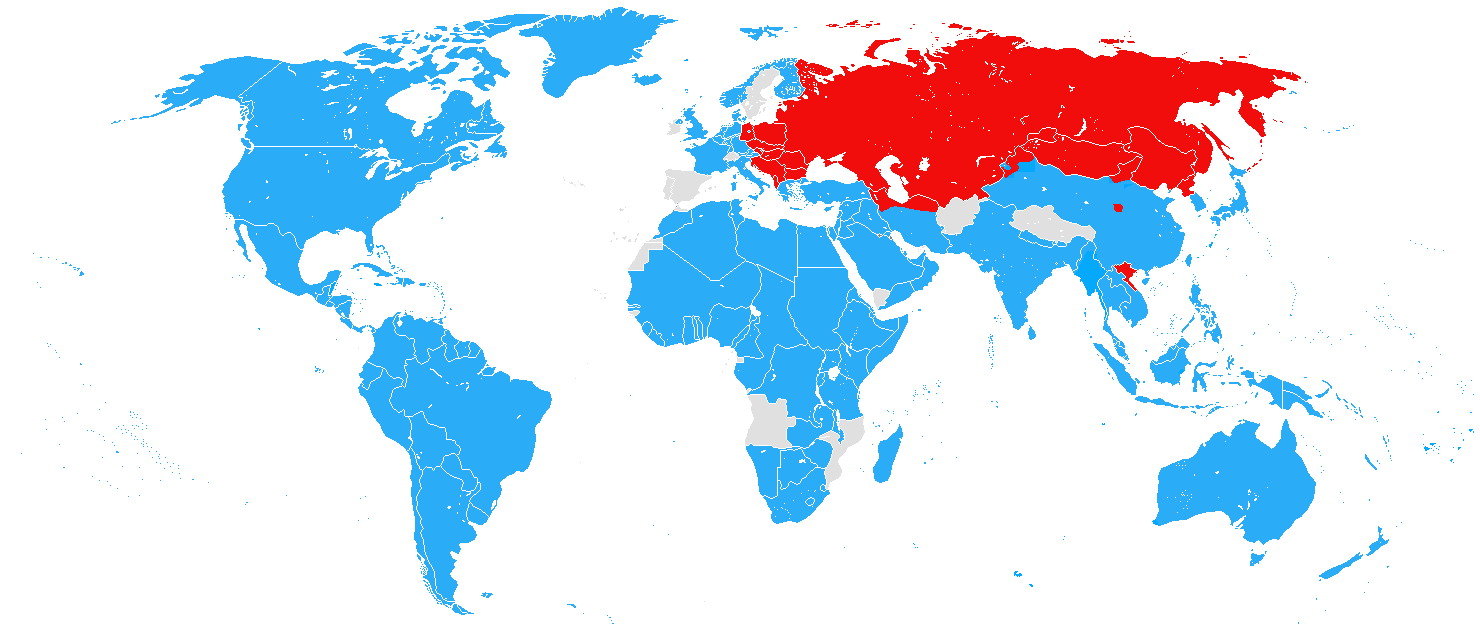
Les zones sous contrôle occidental (en bleu) et communiste (en rouge) en septembre 1945.

 (mai 2013).
Si vous disposez d'ouvrages ou d'articles de référence ou si vous connaissez des sites web de qualité traitant du thème abordé ici, merci de compléter l'article en donnant les références utiles à sa vérifiabilité et en les liant à la section « Notes et références ».
L'opération Unthinkable (« impensable » en français) est un projet secret britannique qui visait à attaquer l'Union soviétique à la fin de la Seconde Guerre mondiale. La création du plan a été ordonnée par Winston Churchill et mise au point par l'armée britannique.
Toutefois, elle ne fut jamais mise en œuvre du fait de la taille énorme des forces soviétiques déployées en Europe à l'époque. Ces plans furent rendus publics en 1998.

## Raison de l'opération
Le but premier de l'opération est décrit comme devant « imposer à la Russie la volonté des États-Unis d'Amérique et de l'Empire britannique » bien que dans les documents cette volonté ne soit pas clairement définie. L'état-major britannique est alors extrêmement préoccupé par la masse des forces soviétiques alors basées en Europe (l'entrée en guerre de l'URSS contre le Japon dans le cadre des accords de Yalta n'a pas encore eu lieu). De plus, sa méfiance vis-à-vis de Staline lui laisse à penser que ce dernier pourrait profiter du transfert des armées américaines vers l'océan Pacifique pour lancer une attaque. 

### Bases de l'étude
Avant l'étude des éventuelles opérations à mener, l'état-major tient pour acquis six points :
- l'opération a le soutien entier des populations alliées entraînant ainsi un moral haut chez les troupes ;
- les Alliés peuvent compter sur le soutien entier des troupes de l'Armée polonaise de l'Ouest ainsi que sur ce qui reste de la main d'œuvre et de l'industrie allemande ;
- aucun crédit n'est donné aux autres pays de l'Europe de l'Ouest quant à une éventuelle participation militaire, mais en gardant la possibilité d'utiliser des bases et d'autres installations ;
- l'URSS s'allie avec l'empire du Japon ;
- la date pour le début des hostilités est prévue pour le 1er juillet 1945 ;
- les mouvements décrits sont prévus jusqu'à cette date.

Bien qu'acceptant l'idée d'une nouvelle guerre totale, le document souligne l'importance d'une victoire limitée militairement mais qui pourrait avoir de gros bénéfices sur le plan politique. Dans cette hypothèse, il est prévu un redéploiement des ressources américaines en Europe et un réarmement des différentes nations européennes.

## Plan

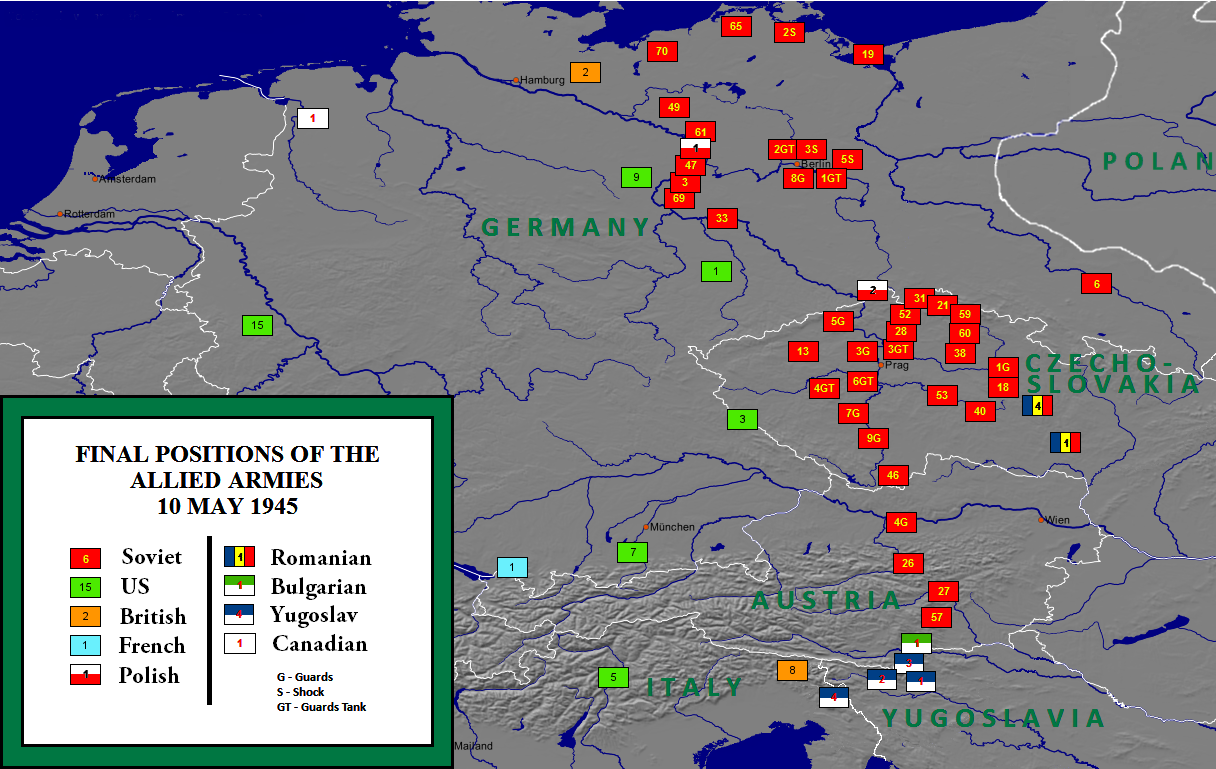
Position des armées des Alliés de la Seconde Guerre mondiale en Europe le 10 mai 1945.

Prenant en compte l'expérience allemande lors de l'opération Barbarossa, le Comité des Chefs d'État-major britannique souligne que la destruction des lignes défensives et du Complexe militaro-industriel de l'Union soviétique prendrait beaucoup de temps. Aussi, une partie nommée « succès rapide » est envisagée mais la taille des forces opposées subodore une faisabilité faible.

### Modification géopolitique
Dans l'hypothèse du conflit, il serait probable que les Soviétiques occupent rapidement la Norvège, la Grèce et les détroits du Bosphore et des Dardanelles commandant l'accès à la mer Noire rendant ainsi impossible des opérations navales contre l'Union soviétique elle-même. De plus, l'Irak et l'Iran étant faiblement défendus, il serait tout à fait logique de voir une poussée soviétique pour s'emparer des ressources pétrolières de ces pays. L'Égypte serait alors menacée et par voie de conséquence les Indes, même si l'état-major britannique doutait de la réussite de ce dernier volet. 
En Extrême-Orient, l'alliance soviéto-japonaise permettrait à l'Empire du soleil levant de se dégager de l'étreinte américaine et de reprendre l'offensive en Chine continentale.
Cependant, la majorité des combats décisifs auraient lieu en Europe centrale.

### Forces en présence

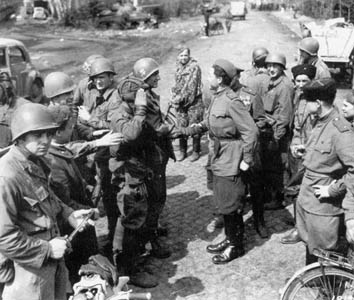
Militaires américains et soviétiques après leur jonction sur l'Elbe fin avril 1945.

Les Britanniques tiennent pour acquise leur supériorité dans les airs et sur mer avec notamment la puissance de leurs bombardiers à long rayon d'action mais contrairement à l'Allemagne nazie, les installations industrielles soviétiques étant bien plus dispersées, une stratégie de destruction de celles-ci ne pourrait être aussi efficace.
L'estimation des forces soviétiques en Europe étant de 516 divisions d'infanterie (dont 169 de choc) et de 259 divisions blindées (dont 118 de choc) tandis que l'armée de l'air soviétique dispose de 14 600 aéronefs de tous types principalement des chasseurs et des bombardiers d'attaque au sol.

### Attaque
L'attaque aurait lieu dans le nord-est de l'Europe sur le flanc droit soviétique au nord d'une ligne Chemnitz-Dresde avec environ 47 divisions dont 14 blindées. Elle rencontrerait alors 170 divisions soviétiques dont 30 blindées — les divisions soviétiques ayant un effectif de 5 000 militaires en 1945 contre de 10 000 à 14 000 militaires pour les divisions américaines. Le rapport de force étant de 4 pour 1 pour l'infanterie et de 2 pour 1 pour les blindés. Ce désavantage pourrait être équilibré par une meilleure tactique et une supériorité tant aérienne qu'humaine.
L'attaque suivrait deux axes, au nord sur la ligne Stettin-Schneidemuhl-Bydgoszcz et plus au sud sur la ligne Leipzig-Cottbus-Poznań et sur Breslau, la bataille décisive ayant sûrement lieu sur la ligne Oder-Neisse. 
Le flanc gauche de l'opération serait assuré par la marine.

### Conclusions
En dépit de certaines faiblesses, comme l'hostilité des pays occupés par l'Armée rouge, la situation de l'Union soviétique et des forces dont elle dispose laissent à penser que les Alliés n'auraient pas eu l'avantage si la guerre devait durer. Aussi, Churchill souhaite et espère, comme son nom l'indique, que l'opération reste « impensable ».

## Les opérations défensives
En réponse à une instruction de Churchill du 10 juin 1945, un rapport de suivi a été écrit concernant « les mesures qui seraient nécessaires pour assurer la sécurité des îles Britanniques en cas de guerre avec la Russie dans un proche avenir ». Alors que les forces armées des États-Unis étaient en train de rejoindre le théâtre du Pacifique pour préparer l'invasion du Japon, et Churchill craignait que cette réduction des forces ne laisse les Soviétiques en position de force pour prendre des mesures offensives en Europe occidentale. Le rapport conclut que si les forces des États-Unis étaient concentrées sur le théâtre du Pacifique, les chances du Royaume-Uni « deviendraient fantaisistes ».
L'état-major mixte de planification a rejeté la motion de Churchill de conserver des têtes de pont sur le continent comme n'ayant aucun avantage opérationnel. Il était prévu que le Royaume-Uni utilise la Royal Air Force et la Royal Navy pour résister, même si une menace d'attaque massive de missiles a été prévue, sans moyen de résistance à l'exception des bombardements stratégiques.

## Discussions ultérieures
En 1946, les tensions et les conflits se sont développés entre les zones capitalistes et communistes de l'Europe. Ils ont été considérés comme étant des déclencheurs potentiels d'un conflit plus large. Le contentieux concernant la Vénétie julienne entre la Yougoslavie et l'Italie étant une des préoccupations, et le 30 août 1946 des discussions informelles ont eu lieu entre les Britanniques et les chefs d'état-major américain concernant la façon dont un tel conflit pourrait se développer et la meilleure stratégie pour mener une guerre européenne. Encore une fois, la question d'une tête de pont sur le continent a été discutée, avec Dwight D. Eisenhower, préférant un retrait sur les Pays-Bas, plutôt que l'Italie, pour leur proximité avec le Royaume-Uni.